# 人身保護法 (日本)
人身保護法（じんしんほごほう、昭和23年7月30日法律第199号）は、不当に奪われた人身の自由を回復することに関する日本の法律である。

## 歴史的背景
英米法のヘイビアス・コーパス（人身保護令状、Habeas Corpus Act 1679　英）に由来する。歴史的には、ヘイビアス・コーパス（人身保護令状）は、英国のクロムウェル革命以降の宗教革命（清教徒革命）時代に、それまでの宗教裁判や地方公権力の肥大化、横暴（封建制度）などの弊害に対抗する制度として、国権（国民としての権利保障、国王権）と国教組織間の相互牽制制度や、国権（行政、司法）と地方権（行政、司法）の相互牽制制度の一環として制定された。その宗教革命（市民革命）の一環として、Habeas Corpus Act 1679の10年後、英国では精神的な自由の保障制度として「思想信教の自由令」（The Act of Toleration1689）が制度化されている。
人身保護令状の特徴として、拘束者に対する罰則がないことが挙げられる。「制定当時の清教徒革命（ピューリタン革命）時代は、彼らの聖典である新約聖書に、より忠実であるように社会を改革する運動でもあったから、彼らは『汝、人を裁くな。』という新約聖書の教えに、できるだけ忠実であろうとした。新約聖書での『裁き』とは処罰を含む、と彼らは解釈し、あるいは解釈していたので、ヘイビアス・コーパス（人身保護令状）では、もっぱら被拘束者の自由回復だけを目的にし、拘束者に対する罰則規定は排除したのだろう。」という見解が、ピューリタニズム・プロテスタント主流のキリスト教社会では通説である。   
その影響かどうかはともかく、現実問題として、一般的に英米法国家では人身保護法には拘束者に対する罰則規定がある例は少なく、それは日本の人身保護法でも同様である。
但し、訴訟係属後の救済に対する妨害行為に対しては罰則規定はある（法第26条）。
衆参司法委員会（当時の呼称）、衆参本会議ともに下記の各条件のもとに全会一致（総員賛成）で可決されている。

## 目的
基本的人権を保障する日本国憲法の精神に従い、国民をして、現に、不当に奪われている人身の自由を、司法裁判により、迅速、かつ、容易に回復せしめることが人身保護手続の目的である。
法益である目的が人身の自由に対する拘束一般からの自由の回復であるから、拘束者については公的機関（や公務員）だけに限定した想定をしていない。
冤罪や正当な法的手続がないままに刑事事件で官憲に拘留など拘束されている場合でも適用されることはあるし、官憲（公務員）が全く関係していない一般人による拘束の場合でも、正当な法的手続がなされずに被拘束者の自由意思でないなどの条件での拘束の場合には適用されうる。
（以下「内容」参照）
よって、この法律による裁判では民事訴訟法の手続が原則だから、刑事訴訟法上だけの解釈だけではないから、刑事事件に関する拘束状態からの自由回復でも、この法律の民事としての範疇として扱われる。
そういった意味において、この法律による救済、自由回復の権限は当然に、刑事訴訟法によって付与されている権限に優先する。

## 制定経緯
不当な監禁・抑留・拘禁・強制収容等に対するヘイビアス・コーパスの理念から発展した法律であるが、イギリスにおいては、人身保護令状が保護を委任される保安官などに向けて発せられる一方、日本では次のとおり、保護命令が拘束者に向けて発せられる形式である。
日本の人身保護法は1948年に施行され、裁判所は拘束者が裁判所命令に従わないときは過料（1日500円以下）を附すことができるようになった。
ただしその後の9月21日、最高裁判所（三淵忠彦長官）は、被拘束者が釈放される場合を除き、保護命令は裁判所が拘束者を指揮する目的のものと規定した（人身保護規則）。また被拘束者の移動を認めた場合の行き先は拘置所、刑務所、警察署、その他に制限し（規則25条）、申立手数料の2,000円（及び郵送費用、弁護士の報酬、旅費、日当、宿泊料等）を制定した（規則38条。拘束者に手数料を請求した場合の負担割合は裁判所の決定による）。また1996年、手続方法は刑事訴訟法を準用することと改正された。
イギリスと日本での制度の変遷は次のとおり。
- ヘイビアス・コーパス（13世紀）
  - 審査法 (イギリス) （1673年、1679年）- 1829年までに廃止。
    - 人身保護法 (イギリス)（1679年） -  任命された保護者は人身保護令状をもって、3日以内に被拘束者を保護しなければならない。現行法[1]。
      - 1828年聖餐審査法（英語版） - 1871年に廃止。
        - 1829年ローマ・カトリック信徒救済法 - 現行法。

  - 日本国憲法第34条（1948年5月3日） - 抑留又は拘禁時に理由を知る被拘束者の権利や、弁護人を依頼する権利を保護した。
    - 人身保護法 (日本)（昭和23年法律第199号。参議院法。1948年2月10日提出、7月1日成立、7月3日施行）- 出頭命令に応じない拘束者や被拘束者の勾引や、拘束者からの過料徴収を可能とした[2]。
      - 人身保護規則（最高裁判所規則昭和23年9月21日第22号。9月28日施行） - 拘束者に対する裁判所の指揮権を定め、裁判所の指揮下での被拘束者の移動に関する規定を定めた（釈放でない場合）。現行規則[3]。
      - 人身保護法による国選代理人の旅費等に関する規則（最高裁判所規則昭和23年9月21日第23号。9月28日施行）- 現行規則[4]。

    - 刑事訴訟法 (日本)（昭和23年法律第131号。1948年5月26日提出、7月5日成立、7月10日公布、1949年1月1日施行） - 勾留理由開示や保釈の規定（82条-98条他）を定めた[5]。

## 内容
全26条。法文上、対象は人身の自由が奪われた場合、拘束一般である。
この人身保護法に関する細則は、人身保護規則（昭和23年最高裁判所規則第22号）に定められる。
法及び規則によって人身保護事件の審理は刑事訴訟法にもとづいて、おこなわれるとは限らない。むしろ、拘束者に対する処罰を目的とせず、もっぱら被拘束者の自由の回復を目的にする歴史的経緯、本法の立法趣旨から、原則として民事訴訟法の手続が主体となっておこなわれる（規則33条、46条）ことになっている。
人身保護法二条（人身保護規則三条）での「拘束」についての国会での定義   
「…。自由を拘束されるということは、これは身體の自由が侵害せられるすべての場合を包含するのでありまして、逮捕、監禁、抑留、或いは抑制、拘禁、軟禁など、苟くも身體の自由を奪われ、又は制限せられる如何なる場合も含める趣旨であります。 拘束という文句は、この廣い意味を表す用語として使用したのであります 。…」
（昭和23年3月30日、参議院司法委員会、梶田専門委員による人身保護法案での語義説明、国会議事録第九号参照）
「…。『自由を拘束される』と申しまするのは、身体の自由が侵害されるすべて場合を包含するのでありまして、逮捕、監禁、抑留、抑制、拘禁、軟禁等々、いやしくも身体の自由を奪われ、または制限される如何なる場合をも含める趣旨であるのであります。拘束という文句は、この廣い意味を表す言葉として用いたのでございます。…」
（昭和23年5月27日、衆議院司法委員会・泉参議院専門委員が上記、参議院での説明と全く同じ語義で説明。国会議事録第二一号参照）
本法法案を草稿した小林一郎氏は国会証人として委員会で為した説明（国会議事録第九号参照）において、本法の「法益は、動作の自由なのでございます」と説明しており、つまりは「拘束」とは身体の動作の自由を阻害する広い意味と間接的に説明している。よって、国会説明にある「軟禁など」には、通信、通話、会話の妨害なども含むと考えられる。

### 請求
法律上正当な手続によらないで、身体の自由を拘束されている者（被拘束者）が請求ができるほか、誰でも被拘束者のために人身保護の請求をすることができる（法2条）。請求は弁護士を代理人としてするのが原則であるが、特別の事情がある場合にはその事情を疎明した上で請求者がみずから行うこともできる（法3条、規則6条）。人身保護請求の管轄は、被拘束者、拘束者又は請求者の所在地を管轄する高等裁判所又は地方裁判所である。請求には、被拘束者の氏名、請願の趣旨、拘束の事実、知れている拘束者、知れている拘束の場所を明らかにした上で、疎明資料を提供しなければならない（法5条）。この要件を満たさない請求は却下される（法7条）。また、人身保護は、拘束、又は拘束に関する裁判若しくは処分がその権限なしにされ又は法令の定める方式若しくは手続に著しく違反していることが顕著である場合に限り請求することができる。さらに、他に救済の目的を達するのに適当な方法があるときは、その方法によつて相当の期間内に救済の目的が達せられないことが明白でなければ、これをすることができない（規則4条）。
「特別な事情」(以下、番号は投稿者の付加）
1. 請求者の所在地に弁護士がいない
（弁護士が所在地にいたとしても、その弁護士が別な裁判などで利害が反する立場にあった場合や、請求について受任をしなかった場合も含む。）
2. 弁護士を依頼する資力がない
3. 急迫であって弁護士を依頼する時間がない

「…というような場合」
（昭和23年3月30日人身保護法案・参議院司法委員会、国会議事録第九号）
「…という場合」
（昭和23年5月27日人身保護法案・衆議院司法委員会、国会議事録第二一号）

### 準備調査
裁判所は、審問期日における取調の準備のため、拘束者、被拘束者、請求者及びその代理人その他事件関係者のうち拘束の事由その他の事項の調査について必要であると認める者を審尋して、準備調査を行うことができる（法9条、規則17条）。準備調査の結果（準備調査を経るまでもない場合には準備調査を省略して）、請求の理由のないことが明白なときは、裁判所は審問手続を経ずに、決定をもって請求を棄却する（法11条）。

### 人身保護命令
請求が却下又は棄却された場合を除いて、裁判所は、審問のために請求者又はその代理人、被拘束者及び拘束者を召喚する。拘束者に対しては、被拘束者を審問期日に出頭させることを命ずる（人身保護命令）とともに答弁書の提出を命ずる（法12条）。

### 審問
審問期日では、被拘束者、拘束者、請求者及びその代理人の出席する公開の法廷において、請求者の陳述及び拘束者の答弁を聴いた上、疎明資料の取調を行う。また、拘束者は拘束の事由を疎明しなければならない（法14条、15条）。

### 判決
審問の結果、人身保護請求に理由がないときには、請求棄却の判決が下され、被拘束者は拘束者に引き渡される。他方、人身保護請求に理由があるときには、被拘束者は判決をもって釈放される（法16条）。

## 子の引渡しにおける人身保護請求
夫婦関係が破綻した後の子の親権や監護の争いを発端として、子を一方的に奪われたと主張する親が、子を被拘束者、現に子を手元に置いて監護している者を拘束者として、人身保護を請求する事例がある。判例は、両親ともに共同親権者である場合（離婚前）は、拘束者による幼児の監護・拘束が権限なしにされていることが顕著であるといえるためには、その監護が請求者の監護に比べて子の幸福に反することが明白であることを要する（最判平成5年10月19日民集47巻8号5099頁）とする一方、子の監護権を有する者が監護権を有しない者に対し、人身保護法に基づき幼児の引渡しを請求する場合には、幼児を請求者の監護の下に置くことが拘束者の監護の下に置くことに比べて子の幸福の観点から著しく不当なものでない限り、拘束の違法性が顕著であるというべきである（最判平成6年11月8日民集48巻7号1337頁）とする。